# 北川克郎

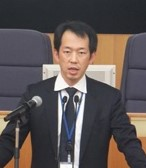
2015年12月

北川 克郎（きたがわ かつろう　昭和43年2月4日 - ）は、日本の外交官。
早稲田大学法学部卒業（平成3年3月）
大分県出身。

## 略歴
- 平成3年4月　外務省入省
- 平成17年7月　在フランス日本国大使館 一等書記官
- 平成20年1月　在フランス日本国大使館 参事官
- 平成21年2月　欧州局ロシア課中央アジア・コーカサス室長
- 平成23年4月　総合外交政策局総務課外交政策調整官
- 平成23年8月　総合外交政策局総務課主任外交政策調整官
- 平成24年8月　欧州局西欧課長
- 平成26年7月　総合外交政策局安全保障政策課長
- 平成28年8月　在大韓民国日本国大使館 公使
- 令和元年6月　在フランス日本国大使館 公使
- 令和3年12月　大臣官房参事官兼欧州局（大使）
- 令和4年7月　大臣官房参事官兼大臣官房（Ｇ７広島サミット事務局長）（大使）、 経済局担当）
- 令和4年8月　大臣官房審議官（Ｇ７広島サミット事務局長、 経済局担当）
- 令和5年9月　軍縮不拡散・科学部長〔大使〕
- 令和6年8月　欧州局長

## 同期
- 有馬裕（23年北米局長・22年南部アジア部長・21年大臣官房審議官（大使））
- 石月英雄（24年国際協力局長）
- 内田浩行（22年ストラスブール総領事）
- 大鶴哲也（22年内閣総理大臣秘書官）
- 小川秀俊（23年コンゴ民主共和国大使）
- 河邉賢裕（23年総合外交政策局長・22年北米局長・21年在米国大使館公使）
- 島田丈裕（24年在米国大使館公使・22年儀典長・21年大臣官房総括担当審議官兼公文書監理官）
- 髙橋良明（24年バンクーバー総領事）
- 橋場健（23年スポーツ庁審議官・21年リオデジャネイロ総領事）
- 松永健（23年トロント総領事）
- 御巫智洋（24年次席国連大使・22年国際法局長）
- 實生泰介（22年大臣官房審議官（アジア大洋州局、アジア大洋州局南部アジア部担当担当））
- 毛利忠敦（24年ウラジオストク総領事）